# Танко Витанов
Танко (Тинко, Таню) Попкойчев Витанов е български офицер, генерал-майор, офицер през Балканската (1912 – 1913) и Междусъюзническата война (1913), командир на дружина от 56-и пехотен полк през Първата световна война (1915 – 1918), командир на 8-а пехотна тунджанска дивизия (1922 – 1923).

## Биография
Танко Витанов е роден на 19 октомври 1873 г. в Трявна, Османска империя. През 1896 година завършва 17-и випуск на Военното на Негово Княжеско Височество училище е произведен в чин подпоручик, от 1900 г. е поручик, а от 1904 г. е капитан. Служи в 11-и пехотен сливенски полк. Взема участие в Балканската (1912 – 1913) и Междусъюзническата война (1913) и на 14 юли 1913 гг. е произведен в чин майор. Служи във 2-ра бригада от 8-а пехотна тунджанска дивизия.
По време на Първата световна война (1915 – 1918) майор Танко Витанов Димитров командва дружина от 56-и пехотен полк и на 5 октомври 1916 г. е произведен в чин подполковник, а след края на войната на 2 ноември 1919 г. е произведен в чин полковник.
Служи в 53-ти пехотен полк, след което от 3 ноември до 20 декември 1920 г. командва 12-и пехотен балкански полк. През 1922 г. поема командването на 8-а пехотна тунджанска дивизия, на която служба е до уволнението си през 1923 година. Произведен в чин генерал-майор.

## Семейство
Генерал-майор Танко Витанов е женен и има 2 деца. Синът му Константин (р. 1914) също е офицер от българската войска и достига до чин капитан.

## Военни звания
- Подпоручик (1896)
- Поручик (1900)
- Капитан (1904)
- Майор (14 юли 1913)
- Подполковник (5 октомври 1916)
- Полковник (2 ноември 1919)
- Генерал-майор

## Образование
- Военно на Негово Княжеско Височество училище (до 1896)

## Награди
- Военен орден „За храброст“, IV степен, 1-ви клас (1917)
- Военен орден „За храброст“, III степен, 2-ри клас (1921)